# Suradi Rukimin
Suradi Rukimin, född 28 oktober 1959, är en indonesisk bågskytt. Han deltog vid olympiska sommarspelen 1984.